# يوم واحد (فلم 2011)
يوم واحد (بالإنجليزية: One Day) هو فيلم دراما أُصدر في المملكة المتحدة والولايات المتحدة سنة 2011.

## القصة
مقتبس عن رواية شهيرة للكاتب ديفيد نيكولس بذات العنوان. ويحكي الفيلم قصة اثنين قضا معاً ليلة حفلة تخرجهما، ثم فرقتهما الحياة ورسمت لكل واحد منهما طريقاً مستقلاً. ومن هنا يبدأ الفيلم بالاقتراب منهما، في 
اليوم الموافق ليوم حفلة التخرج في كل عام ليتأمل في حياتهما وتذبذبهما بين نجاح وفشل

## الممثلون
- آن هاثاواي
- باتريشيا كلاركسون
- جيم ستورجيس

## الميزانية والإيرادات
بلغت تكلفة إنتاج الفيلم حوالي 15 مليون دولار بينما حقق أرباحا تقدر بـ 56,706,628 دولار.

## روابط خارجية
- يوم واحد على موقع IMDb (الإنجليزية)
- يوم واحد على موقع ميتاكريتيك (الإنجليزية)
- يوم واحد على موقع روتن توميتوز (الإنجليزية)
- يوم واحد على موقع نتفليكس (الإنجليزية)
- يوم واحد على موقع قاعدة بيانات الأفلام العربية
- يوم واحد على موقع ألو سيني (الفرنسية)
- يوم واحد على موقع Turner Classic Movies (الإنجليزية)
- يوم واحد على موقع أول موفي (الإنجليزية)
- يوم واحد على موقع بوكس أوفيس موجو (الإنجليزية)
- يوم واحد على موقع فيلمافينيتي (الإسبانية)